# بتا شلیاق
بتا شلیاق (به انگلیسی: Beta Lyrae) یک ستاره دوتایی در صورت فلکی شلیاق است.
این ستاره یکی از شگفت انگیزترین ستاره‌های دوتایی گرفتی شناخته شده است؛ زیرا به دلیل نزدیکی زیاد دو ستاره تشکیل دهندهٔ آن، همیشه رشته‌ای از گاز میان آن‌ها وجود دارد.